# فريدريك جوزيف كينسمان
فريدريك جوزيف كينسمان (بالإنجليزية: Frederick Joseph Kinsman)‏ هو كاهن أنجليكاني ومؤرخ وقسيس أمريكي، ولد في 27 سبتمبر 1868 في وارن في الولايات المتحدة، وتوفي في 18 يونيو 1944 في لويستون في الولايات المتحدة.